# خولیو رودریگس
خولیو رودریگس (اسپانیایی: Julio Rodríguez‎؛ زادهٔ ۲۹ دسامبر ۲۰۰۰) بازیکن بیس‌بال اهل جمهوری دومینیکن است.
وی در مسابقات کشوری و بین‌المللی در مجموع برندهٔ ۱ مدال برنز شده‌است.